# Ben Gordon (koszykarz)
Ben Gordon, właśc. Benjamin Gordon (ur. 4 kwietnia 1983 w Londynie) – angielski koszykarz, pochodzenia amerykańskiego, grający na pozycji rzucającego obrońcy.
Do NBA trafił z uczelni Connecticut, gdzie grał w uczelnianej drużynie koszykarskiej. W drafcie 2004 roku z trzecim numerem wybrała go drużyna Chicago Bulls. Po pierwszym sezonie gry w NBA otrzymał nagrodę dla najlepszego rezerwowego. Zajął też drugie miejsce w głosowaniu na debiutanta roku.
Od sezonu 2009-2010 był zawodnikiem Detroit Pistons. Według statystyków NBA, 9 stycznia 2010 roku w meczu z Philadelphia 76ers zdobył jubileuszowy, 10-milionowy punkt w historii tej ligi.
14 kwietnia 2006 wyrównał rekord sezonu zasadniczego NBA, trafiając 9 celnych rzutów za 3 punkty w trakcie jednego spotkania, bez ani jednej pomyłki. Po raz drugi w karierze dokonał tego 21 marca 2012.
27 czerwca 2012 został wymieniony do Charlotte Bobcats. 2 marca 2014 został zwolniony przez Bobcats. 11 lipca 2014, jako wolny agent podpisał kontrakt z Orlando Magic.

## Osiągnięcia
Stan na 16 lipca 2017, na podstawie, o ile nie zaznaczono inaczej.
NCAA
- Mistrz NCAA (2004)
- Uczestnik rozgrywek:
  - Elite Eight (2002, 2004)
  - Sweet Sixteen (2002–2004)
- Mistrz:
  - turnieju konferencji Big East (2002, 2004)
  - sezonu zasadniczego konferencji (2002, 2003)
- MVP turnieju Big East (2004)[11]
- Zaliczony do:
  - I składu:
    - Big East (2004)
    - turnieju Big East (2002, 2003)
    - debiutantów Big East (2002)
    - NCAA Final Four (2004)[12]

  - II składu Big East (2003)

NBA
- Najlepszy rezerwowy NBA (2005)[13]
- Zaliczony do I składu debiutantów NBA (2005)[14]
- Uczestnik Rising Stars Challenge (2005, 2006)
- Zawodnik tygodnia NBA (16.04.2006, 28.01.2007, 15.04.2007, 13.04.2009)
- Debiutant miesiąca NBA  (styczeń, luty marzec – 2005)

Reprezentacja
- Uczestnik:
  - igrzysk panamerykańskich (2003 – 4. miejsce z kadrą USA)
  - kwalifikacji do Eurobasketu (2016 – z kadrą Wielkiej Brytanii)